# Филлмор, Эбигейл
Абигейл Пауэрс Филлмор (англ. Abigail Powers Fillmore; 13 марта 1798 — 30 марта 1853) — жена 13-го президента США Милларда Филлмора и Первая леди США с 1850 по 1853 год.

## Ранняя жизнь и брак
Филлмор родилась в округе Саратога, Нью-Йорк. Её отец был баптистским священником, умерший вскоре после того как она родилась. Её мать вскоре переехала на запад. В 1819 году Эбигейл была принята в новую академию в Нью-Хопе, где обучался 19-летний Миллард Филлмор. Он отметил её знания и постепенно между ними росла романтическая привязанность. После долгого ухаживания Миллард, 26 лет, и Эбигейл, 27 лет, поженились 5 февраля 1826 года. Свадьба состоялась в доме брата невесты. Не проводя медовый месяц, пара поселилась в Буффало, Нью-Йорк. Филлмор продолжала преподавать в школе до рождения своего первого сына, и до конца жизни проявляла интерес к образованию.
У Филлморов были сын и дочь:
- Миллард Пауэрс Филлмор (1828—1889)
- Мэри Эбигейл Филлмор (1832—1854)

Когда в 1847 году Филлмор был избран представителем сената Нью-Йорка, семья временно переехала в Олбани, Нью-Йорк.

## Первая леди США
В 1849 году Миллард Филлмор был избран вице-президентом и вместе с женой переехал в Вашингтон. После смерти президента Закари Тейлора Филлмор стал президентом, и они стали жить в Белом доме. Однако уже к этому времени здоровье Первой леди стало ухудшаться, и свои обязанности она передала дочери. Сама же она по нескольку часов проводила в библиотеке Белого дома, выбирая книги и раскладывая их в Овальном кабинете, где находились её фортепиано, арфа и гитара.

## Смерть
На инаугурации президента Франклина Пирса в 1853 году Эбигейл простудилась и заболела пневмонией. Через 26 дней, 30 марта 1853 года, она скончалась в отеле «Уиллард» в Вашингтоне. Похоронена на кладбище Форест Лоун в Буффало.